# 圣让布雷沃莱
圣让布雷沃莱（法語：Saint-Jean-Brévelay，法語發音：[sɛ̃ ʒɑ̃ bʁevlɛ]）是法国莫尔比昂省的一个市镇，位于该省中部，属于蓬蒂维区。

## 地理
圣让布雷沃莱（47°50'42"N, 2°43'20"W）面积41.83 平方千米，位于法国布列塔尼大區莫尔比昂省，该省份为法国西北部沿海省份，位于布列塔尼半岛南部，北起阿摩尔滨海省、西接菲尼斯泰尔省，南濒大西洋，东南接大西洋卢瓦尔省，东临伊勒-维莱讷省。
与圣让布雷沃莱接壤的市镇（或旧市镇、城区）包括：盖埃诺、比利奥、普吕姆莱克、普洛德朗、洛凯尔塔斯、科尔波、比尼昂。

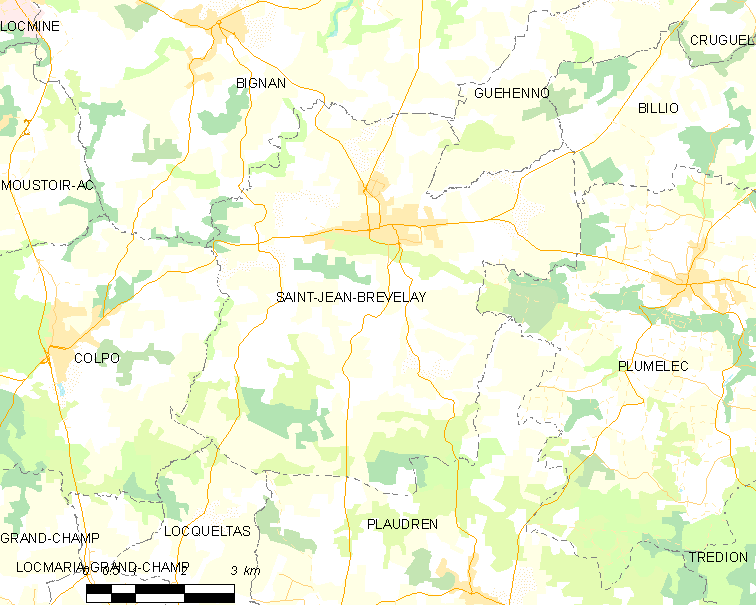
圣让布雷沃莱的OSM定位图

圣让布雷沃莱的时区为UTC+01:00、UTC+02:00（夏令时）。

## 行政
圣让布雷沃莱的邮政编码为56660，INSEE市镇编码为56222。

## 政治
圣让布雷沃莱所属的省级选区为莫雷阿克县。

## 人口

1962-2008年间圣让布雷沃莱人口变化图示

圣让布雷沃莱于2022年1月1日时的人口数量为2860人。